# Edward Hughes
Edward Hughes (ur. ok. 1720 w Hertford, zm. 17 lutego 1794 w Luxborough) – admirał Royal Navy, dowódca eskadry na Oceanie Indyjskim, wsławiony serią bitew z siłami francuskimi pod komendą admirała Pierre’a Andrégo de Suffrena.

## Młodość
Urodził się w Hertford; jego ojciec miał być tam członkiem rady miejskiej i burmistrzem, ale nie potwierdzają tego lokalne źródła. Edward wstąpił do marynarki 4 czerwca 1734 lub 1735, służąc na pokładzie 60-działowego okrętu „Dunkirk”, którego dowódcą był komandor Digby Dent (zm. 1737), komodor eskadry jamajskiej. Z „Dunkirk” został we wrześniu 1736 przeniesiony na „Kinsale”, a następnie, w lipcu 1738, na „Diamond” (komandor Charles Knowles). Podczas służby na „Diamond” uczestniczył w zdobyciu Portobelo w listopadzie 1739. Następnego roku w lutym został przeniesiony na „Burford”, okręt flagowy admirała Edwarda Vernona, a 25 sierpnia otrzymał awans na porucznika, ze stanowiskiem na branderze „Cumberland”. 6 marca 1740 został przeniesiony na okręt „Suffolk” (komandor Davers), i na jego pokładzie wziął udział w nieudanej operacji przeciw Cartagenie w marcu i kwietniu 1741. W czerwcu otrzymał stanowisko na „Dunkirk”. Jego okręt uczestniczył w bitwie pod Tulonem 11 lutego 1744, ale nie wziął udziału w walce. Następnego lipca Hughes został przeniesiony na „Stirling Castle”, a we wrześniu 1745 na „Marlborough”, na pokładzie którego wrócił 1746 do Anglii. W czerwcu 1747 zamustrował się jako nadliczbowy członek załogi na „Warwick”, by popłynąć do Północnej Ameryki i Indii Zachodnich. Po drodze „Warwick” i towarzyszący mu „Lark” napotkały hiszpański siedemdziesięciodziałowiec „Glorioso”. W wyniku zaciętego starcia, podczas którego „Lark” nie wsparł „Warwicka”, ten ostatni uległ poważnym uszkodzeniom, a „Glorioso” umknął. Dowódca „Larka”, John Crookshanks, został przez sąd wojenny pozbawiony dowództwa za opieszałość. Na jego miejsce 6 lutego 1747 mianowano Hughesa.

## Dowódca okrętu
Hughes dowodził „Larkiem” do lipca 1750, kiedy okręt został wycofany, a Hughes – przeniesiony na pół pensji. W styczniu 1756 przygotował do służby „Deal Castle”. W lipcu 1757 otrzymał powołanie na „Somerset” (64 działa), z którym dołączył do sił wiceadmirała Holburne'a pod Halifaxem. W 1758 „Somerset” wszedł w skład floty adm. Boscawena podczas zdobycia Louisbourga, a w 1759 – floty adm. Saundersa podczas zdobycia Quebecu. Saunders uczynił z okrętu Hughesa swój okręt flagowy i na nim wyruszył na czele części swej eskadry do Anglii. Gdy dowiedział się o wyjściu francuskiej floty na morze, pospieszył by wesprzeć siły brytyjskie, jednak nim nadciągnął, adm. Hawke zdążył już rozbić Francuzów w bitwie w zatoce Quiberon. W następnym roku, „Somerset”, dalej pod komendą Saundersa, popłynął na Morze Śródziemne. Tam we wrześniu 1762 Hughes otrzymał dowództwo liniowca „Blenheim”, na którym wrócił do Anglii w kwietniu 1763. Po kolejnym okresie oczekiwania w rezerwie ponownie służył na „Somerset”, dowodząc nim jako jednostką dozorową w Portsmouth. Wreszcie we wrześniu 1773 został mianowany głównodowodzącym eskadry brytyjskiej w Indiach Wschodnich jako komodor na okręcie „Salisbury”. Do domu wrócił w 1777, a 23 stycznia 1778 został awansowany na kontradmirała eskadry niebieskiej (najniższy stopień admiralski w ówczesnej Royal Navy).

## Admirał w Indiach Wschodnich

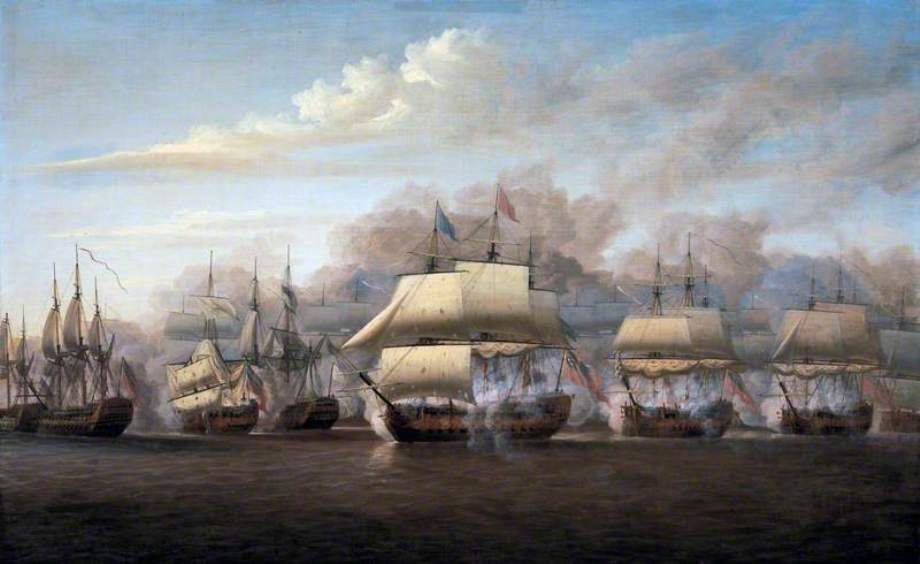
Bitwa pod Provédien na obrazie Dominica Serresa

Ponownie mianowany głównodowodzącym w Indiach Wschodnich w lipcu, wypłynął z Anglii dopiero następnej wiosny; za opóźnienie częściowo odpowiadały zdemobilizowane stocznie, które nie były w stanie wyekwipować jego okrętów, a częściowo fakt, że pełnił obowiązki głównodowodzącego w Portsmouth, podczas gdy właściwy komendant, adm. Thomas Pye, przewodniczył sądowi nad adm. Keppelem. W międzyczasie Hughes został kawalerem Orderu Łaźni. Gdy wreszcie wypłynął na czele eskadry sześciu okrętów liniowych (w tym flagowy „Superb”, 74 działa), dysponował wystarczającą siłą, by bez problemów odebrać Francuzom zajętą przez nich angielską kolonię w Gorée. Na indyjskim teatrze działań jego eskadra miała przygniatającą przewagę nad siłami nieprzyjaciela, który z tego powodu nie przejawiał większej aktywności. W grudniu 1780 zniszczył w Mangaluru kilka uzbrojonych jednostek, które Haider Ali wyposażył do ataków na angielskie jednostki handlowe. 26 września 1780 został promowany na wiceadmirała eskadry niebieskiej. Gdy w listopadzie 1781 nadeszły wieści o wybuchu wojny z Holandią, nawiązał współpracę z oddziałami gen. sir Hectora Munro, z którymi zdobył Negapatam. Zaokrętowawszy następnie ok. 500 żołnierzy, popłynął do Trincomalee, dokąd dotarł 4 stycznia 1782. Holendrzy nie byli w stanie stawić oporu, w rezultacie miasto oraz dolny fort zostały zajęte w nocy 5 stycznia, a siły holenderskie wycofały się do górującego nad portem fortu Osnabrug. Zorganizowawszy siły do szturmu, 9 stycznia Hughes zwrócił się do obrońców z formalnym żądaniem poddania, i prywatnym listem do gubernatora, z którym wcześniej był zaprzyjaźniony. Ponieważ żądania zostały odrzucone, Brytyjczycy wzięli fort szturmem 11 stycznia, przy bardzo małych stratach z obu stron. W miarę swoich możliwości Hughes przygotował nowe zdobycze do obrony i popłynął do Madras, gdzie zakotwiczył 8 lutego. Kilka dni później dołączyły tam do niego trzy nowo przybyłe z Europy okręty, które przywiozły także wieści, że Francuzi krążą niedaleko z przeważającymi siłami. Admirał zakotwiczył więc swą eskadrę pod osłoną baterii nadmorskich.
16 lutego przybył Suffren z dwunastoma liniowcami. Mimo przewagi 12:9 uznał brytyjską pozycję za zbyt mocną, więc odpłynął na południe. Hughes ruszył za nim i następnego dnia przechwycił kilka transportowców z francuskiego konwoju wiozącego zaopatrzenie dla wojska. Suffren pospieszył z pomocą, Hughes przygotował się do obrony zdobyczy, ale nierównomierny wiatr utrudnił manewry. Plan francuskiego admirała, by oskrzydlić tylną straż brytyjską powiódł się tylko częściowo i bitwa pod Sadras skończyła się bez rozstrzygnięcia. Francuzi wycofali się do Pondicherry, a eskadra brytyjska do Trincomalee. Po dokonaniu napraw, Hughes popłynął do Madrasu i gdy wracał z zapasami i posiłkami do Trincomalee, napotkał 9 kwietnia ponownie flotę francuską. Ponieważ Suffren miał minimalną tylko przewagę, Hughes nie spodziewał się ataku, a i sam do niego nie dążył ponieważ zależało mu na ochronie konwoju. Umożliwiło to Francuzom zajęcie lepszej, nawietrznej pozycji. Suffren zaatakował 12 kwietnia, wbrew zasadom taktyki liniowej koncentrując swój atak na centrum brytyjskiego szyku. W zażartej walce, szczególnie między okrętami flagowymi, obie strony poniosły poważne straty, a Brytyjczycy o mało nie stracili liniowca „Monmouth” (kmdr. James Alms). Ostatecznie Brytyjczykom udało się uporządkować szyk i osłonić uszkodzony okręt. Gwałtowny szkwał rozdzielił walczące strony, które zakotwiczyły na noc. Hughes nie podjął walki następnego dnia, koncentrując się na naprawach swoich jednostek. Nie przyjął też oferty Suffrena wymiany jeńców, zasłaniając się brakiem uprawnień; w rzeczywistości jako głównodowodzący na danym teatrze operacji miał takie prawo, ale najprawdopodobniej uznał, że wymiana przyniesie więcej korzyści Francuzom, operującym dalej od swoich baz.

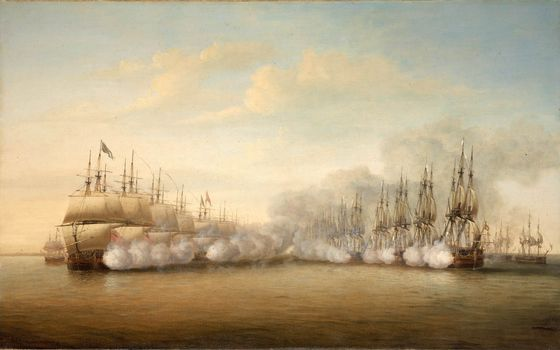
Bitwa pod Negapatam na obrazie Dominica Serresa

Wyremontowawszy okręty w Trincomalee, Hughes popłynął do zagrożonego przez Francuzów Negapatam. 5 lipca pojawił się tam Suffren. Do starcia doszło następnego dnia; brytyjski admirał, mimo posiadanej przewagi i pozycji nawietrznej, nie skorzystał z przykładu jaki dawał mu jego adwersarz, i zamiast skoncentrować swoje siły, zaatakował całą linią. Pojedynek toczony między dwoma liniami okrętów był krwawy, ale nie przyniósł rozstrzygnięcia, dopóki nagła zmiana wiatru nie rozdzieliła walczących sił. Brytyjczycy ponownie zakotwiczyli koło Negapatam, a Francuzi, nie mogąc wysadzić desantu, wycofali się do Cuddalore. 1 sierpnia popłynęli na Cejlon, podczas gdy Hughes prowadził remonty w Madrasie. Brytyjski gubernator zawiadomił admirała o marszu francuskiej eskadry na południe, ale Hughes odparł, że nie odpowiada przed gubernatorem w kwestii zarządzania flotą. Dopiero, gdy 19 sierpnia jedna ze zwiadowczych fregat potwierdziła doniesienia, Hughes zorientował się, że Trincomalee może być zagrożone i następnego dnia wyruszył z odsieczą, ale było za późno – dotarł do Trincomalee 2 września, dwa dni po zdobyciu miasta przez nieprzyjaciela. Następnego dnia Hughes napotkał francuską flotę, liczącą, po posiłkach, 15 liniowców. Suffren, tym razem mając trzy okręty więcej niż jego konkurent, liczył na dopełnienie swego zwycięstwa przez zniszczenie także brytyjskiej floty. Podobnie jak w poprzednich starciach, nakazał koncentrację ataku na brytyjskiej ariergardzie, z minimalnymi tylko siłami powstrzymującymi siły przednie. Ten doskonały plan zawiódł, ponieważ wielu dowódców okrętów nie przejawiało chęci walki, a tym bardziej – stosowania nieortodoksyjnej taktyki. Po trzech godzinach walki bitwa pod Trincomalee skończyła się bez rozstrzygnięcia, a flota brytyjska odpłynęła do Madrasu, gdzie 1 listopada uderzył w nią huragan. „Superb” i „Exeter” straciły maszty, inne okręty uległy uszkodzeniom. Hughes, przeniósłszy się na „Sultana” zebrał rozproszone okręty w Bombaju. Tam dołączył do niego silny dywizjon, który przyprowadził z Anglii adm. Richard Bickerton.
Posiadając po raz pierwszy przewagę liczebną, Hughes podjął współpracę z armią przy oblężeniu Cuddalore. 14 czerwca 1783 przybyła tam francuska eskadra i trzy dni później ominęła siły brytyjskie, nawiązując kontakt z siłami na lądzie. Suffren, któremu poważnie brakowało marynarzy, wzmocnił załogi ok. 1200 żołnierzy garnizonu Trincomalee. Do bitwy doszło 20 lipca; francuski admirał ponownie nakazał atak na tył brytyjskiego szyku i ponownie, mimo tego, walka toczyła się między dwoma konwencjonalnie uszykowanymi liniami flot. Bitwa pod Cuddalore zakończyła się tak jak poprzednie, bez taktycznego rozstrzygnięcia, aczkolwiek strategiczny sukces odnieśli Francuzi, bo Hughes przerwał blokadę i odpłynął do Madras, gdzie dowiedział się o zawartym układzie pokojowym.
Pięć bitew stoczonych między dwiema flotami w ciągu niecałego roku, w tym cztery w ciągu siedmiu miesięcy, nie miało precedensu w historii działań morskich. Francuscy historycy uważają, że strona francuska była w nich zwycięska, aczkolwiek wszystkie były zasadniczo nierozstrzygnięte, a jeśli chodzi o skutki strategiczne – w pierwszych trzech przewagę mieli Brytyjczycy, w dwóch ostatnich – Francuzi. Taktyczną przewagę miała z reguły strona francuska, a Suffrenowi nie udało się jej w pełni urzeczywistnić przez tchórzostwo i niekompetencję jego kapitanów. Hughes miał przewagę zdyscyplinowanego i dobrze wyszkolonego zespołu.
Po powrocie z Indii, Hughes nie otrzymał już aktywnego dowództwa, aczkolwiek był kolejno awansowany, osiągając 1 lutego 1793 stopień admirała eskadry błękitnej. W Indiach zgromadził znaczącą fortunę (40 tys. funtów), którą w dużej mierze wydał na cele dobroczynne. Ożenił się z Ruth Ball, wdową po komandorze Royal Navy. Po śmierci Hughesa w 1794 i jego żony (30 września 1800) majątek przeszedł na jej syna z pierwszego małżeństwa, który go w większości roztrwonił.